# Rui Barata
Ruy Guilherme Paranatinga Barata (Santarém, 25 de junho de 1920 — São Paulo,  23 de abril de 1990) foi um poeta, político, advogado, professor e  compositor brasileiro.

## Biografia
Filho único de Maria José (Dona Noca) Paranatinga Barata e do advogado Alarico de Barros Barata. Recebeu o nome Rui em virtude da admiração paterna por Rui Barbosa. O indígena Paranatinga vem do lado materno, que significa rio (paraná) branco (tinga).
Foi alfabetizado pelo pai. Aos dez anos veio para Belém para continuar os estudos. Primeiro, no internato do Colégio Moderno; depois, no Colégio Nossa Senhora de Nazaré, dirigido pelos Irmãos Maristas. Faz o pré-jurídico no Colégio Estadual Paes de Carvalho, onde tem como professor o intelectual Francisco Paulo do Nascimento Mendes, de quem se torna amigo para a vida inteira, e se inicia na poesia escrevendo na revista Terra Imatura. Em 1938, entra para a Faculdade de Direito do Pará.
Em meio aos estudos jurídicos sente aumentar a paixão pela poesia. Mergulha fundo nos poemas de Maiakovski, Garcia Lorca, T. S. Eliot, Mallarmé, Rilke, Pablo Neruda, Carlos Drummond de Andrade, Manuel Bandeira, Murilo Mendes, Jorge de Lima, entre outros. Abre-se ao pensamento de esquerda através da leitura do Manifesto Comunista de Marx e Engels.
Em 1941, casa-se com Norma Soares Barata, com quem teve sete filhos: Maria Diva, Rui Antônio, Paulo André Barata (parceiro constante em várias canções, entre elas, as mais famosas, Foi assim e Pauapixuna), Maria Helena, Maria de Nazaré, Maria Inez e Cristóvão Jaques.
Em 1943, forma-se em direito e, como orador da turma, em plena ditadura do Estado Novo, faz um discurso em que pede a volta do país ao Estado de Direito e defende teses avançadas no campo da justiça social. Nessa fase, prefere trocar o exercício da advocacia pela presença na redação do jornal Folha do Norte, de Paulo Maranhão.
Passa a frequentar a roda de papo do Central Café, no centro de Belém, liderada pelo professor Francisco Paulo do Nascimento Mendes, onde convive e integra a mais brilhante geração de intelectuais paraenses republicanos, que gravitou em torno de Chico Mendes. Entre eles, Mário Faustino, Paulo Plínio Abreu, Benedito Nunes, Haroldo Maranhão, Waldemar Henrique, Machado Coelho, Nunes Pereira, Cauby Cruz, Napoleão Figueiredo e Raimundo Moura.
Ainda em 1943, publica seu primeiro livro de poemas Anjo dos Abismos, pela José Olympio Editora, com o decisivo apoio do romancista paraense Dalcídio Jurandir.
Nessa época, o pai de Ruy, Alarico Barata, exercia forte liderança política na região do baixo amazonas contra a violência do chamado Baratismo, liderado pelo caudilho Joaquim Magalhães de Cardoso Barata.
Em decorrência dessa luta contra o autoritarismo de Magalhães Barata, Rui Guilherme Paranatinga Barata entra na política partidária e, aos 26 anos, em 1947, é eleito deputado para a Assembleia Constituinte do Pará, pelo Partido Social Progressista (PSP). Embalado pelo clima de explosão democrática que sucedeu a vitória dos aliados contra o nazifascismo na Europa, nenhum tema relevante aos direitos humanos escapou da percepção do jovem deputado naquela legislatura. A luta pela paz num mundo traumatizado pela morte de milhões de seres humanos nos campos de batalha, o horror da ameaça atômica que exterminara as populações de Hiroshima e Nagasaki, o respeito à autodeterminação dos povos, o Estado de Direito no Brasil, a defesa da soberania da Amazônia e a luta contra a pobreza foram temas caros a Ruy Barata.
Foi reeleito em 1950. Em 1951, publica os poemas de A Linha Imaginária (Edições Norte, Belém). A partir daí e depois, como deputado federal (1957 a 1959), se afirma como a voz progressista no Pará em defesa do monopólio estatal do petróleo, das grandes causas nacionais e da paz mundial, nos momentos cruciais da chamada guerra fria.
Em 1959, saúda a revolução cubana com o poema Me trae una Cuba Libre/Porque Cuba libre está. Nesse mesmo ano, entra para a militância clandestina do Partido Comunista Brasileiro, o Partidão. A filiação ao PCB tem reflexo na própria criação poética, que opta por evidenciar, nessa fase, um tom político. Sua poesia busca o caminho das palavras acessíveis à compreensão popular. Denuncia claramente a miséria e a injustiça social.
Nessa época, provavelmente, dá início à construção de O Nativo de Câncer, poema inacabado com força épica a contar a história de uma cultura em face da invasão de culturas estranhas, um impressionante inventário das coisas e do homem amazônico, incluindo aí o inventário do próprio poeta, um nativo de câncer. O primeiro canto do poema foi publicado em fevereiro de 1960 no jornal Folha do Norte.
Em 1964, com o golpe militar, foi preso, demitido de seu cartório (então 4º Ofício do Cível e Comércio da Comarca de Belém) e aposentado compulsoriamente do cargo de professor da Faculdade de Filosofia da Universidade Federal do Pará, com menos de 10% de seus proventos. Para sobreviver passa a exercer a advocacia no escritório de seu pai, Alarico Barata, e escreve artigos e reportagens com pseudônimos, como Valério Ventura, para os jornais Folha do Norte e Flash.
A partir de 1967, Ruy Barata, que tinha, desde a juventude, uma estreita ligação com a música, passa a compor em parceria com seu filho, o então jovem músico e instrumentista Paulo André Barata.
Ruy mostra-se um exímio letrista para as melodias do filho. Compõem dezenas de músicas, de cunho rural e urbano, que se tornaram sucessos nacionais e internacionais.
Em 1978, lança mais um capítulo do estudo sobre a Cabanagem, a revolução paraense de 1835, cuja publicação iniciara no ano anterior pela revista do Instituto Professor Sousa Marques (Rio de Janeiro): O Cacau de Sua Majestade, O Arroz do Marquês, A Subversão do Cacau e do Algodão, A Economia Paraense às Vésperas da Tormenta.
Em 1979, com a promulgação da Lei da Anistia, Ruy Barata é reintegrado ao quadro de professores da Universidade Federal do Pará, e volta a ensinar Literatura Brasileira. Em 1984, é publicada a primeira edição do livro Paranatinga, um estudo biográfico do poeta escrito por Alfredo Oliveira.
Ruy Barata morreu em 23 de abril de 1990, durante uma cirurgia, em São Paulo, para onde viajara a fim de coletar dados sobre a passagem de Mário de Andrade pela Amazônia.
Pouco depois de sua morte foi lançada a segunda edição, revista e ampliada, do livro Paranatinga. Sua estátua está nos jardins do Parque da Residência, antiga casa dos governadores do Pará, que hoje abriga a Secretaria de Cultura do Estado. Empresta seu nome a uma avenida, ainda em construção, que vai margear as águas da baía do Guajará em Belém.
Em 2000, foi lançado o livro Antilogia, uma coletânea de poemas organizada e revisada pelo próprio Rui entre janeiro e fevereiro de 1990, pouco antes de sua morte, cuja edição reúne catorze poemas e uma das correspondências que lhe foram enviadas pelo poeta Mário Faustino.
O trabalho de Ruy Barata continua a inspirar músicas, poesias, vídeos, cinema, trabalhos escolares, teses, documentários, dança, artes plásticas e dezenas de outras manifestações culturais em todo o Pará, para reverenciar a memória do poeta que disse em uma canção: Tudo que eu amei estava aqui".
A poesia não se faz com idéias, mas com palavras— Ruy Barata

## Livros[6]
- (1943) Anjo dos Abismos (Publicado em 1943 pela Livraria José Olympio Editora, com capa de Luiz Jardim. Reúne vinte e quatro poemas trabalhadores entre 1939 e 1942. Constitui, portanto, o livro de estreia de Ruy Barata e foi dedicado a seu pai, Alarico de Barros Barata, e a Francisco Paulo Mendes, um de seus melhores amigos). Contém os poemas: Ode ao Mar; Anjo dos Abismos; É a Morte que Vai Chegar da Imensidão dos Mares; Lá Fora Está o Amor que Nos Espera; Não nos Afastemos do Mar; Os Seus Seios São Como Búzios; Poema dos Noturnos Caminhos; Poema; Poema; Poema; O Que Vai Subir aos Brandos Céus Iluminados; Não Vejo os Teus Cabelos Redentores; Poema da Amada Escurecida; Poema; Noturnos; Poema; Balada em Setembro; Poema da Galera Fantasma; Poema Schmidtiano; Balada Secreta; O Canto dos Sepulcros; Elegia; Balada para o Anjo dos Abismos; Escutei pela Noite as Trombetas Aladas.
- (1951) A Linha Imaginária (Publicado em 1951 pela Edição Norte. A coletânea de vinte poemas é dedicada à memória de Maria Hernandes Alavarez, nascida em Páramo-de-Sil, distrito de Leon, Espanha, e falecida em Santarém, Estado do Pará). Contém os poemas: Les Evenements; A Linha Imaginária; Ode; Auto Retrato; Homenagem a Leon Boy; Arte Poética; O Novo Jeremias; Poema; Vinte Sete Anos Quase Vinte e Oito; Acalanto para Maria Diva; Breves Considerações sobre o Amanhecer; Manifesto ao Povo Brasileiro no Cinquentenário do Poeta Murilo Mendes; Ode a Fanny Brawne; Poema; Salmo; Carta; La Plus Que Lente; Valsa para Thaisinha; Music Hall; Momento no Quarto.
- (1962) Violão de Rua (Publicado em 1962, pela Civilização Brasileira, a série Violão de Rua faz parte dos "Cadernos do Povo Brasileiro" lançado pelo CPC - Centro Popular de Cultura. O Violão de Rua é uma coletânea de poemas que, segundo manifesto redigido por Moacys Felix, almeja a "utilização em termos de estética, de temas humanos baseada na certeza de que tudo aquilo que é verdadeiro serve ao povo, de que o uso apaixonado da verdade é o instrumento por excelência da humanização da vida". E ainda salienta: "O artista que pratica sua arte situando seu pensamento e sua atividade criativa exclusivamente em função da própria arte é apenas a pobre vítima de um logro tanto histórico quanto existencial". Contém os poemas: Me Trae una Cuba-Livre; Canção do Poema Vigiado pela Polícia; Canto Fúnebre para Lumumba; Canção do Guerrilheiro Torturado; Canção dos Quarenta Anos; Primeiro de Maio.
- (1984) Paranatinga (Publicado em 1984, Paranatinga foi escrito por Alfredo Oliveira e editado pela Gráfica Falâgola com o patrocínio do Governo do Estado do Pará, Secretaria de Estado e Cultura, Desportos e Turismo no dia 25 de junho. Paranatinga é uma coletânea de depoimentos e obra poética e musical de Ruy Barata. Em 1990, foi lançada uma segunda edição atualizada de Paranatinga (agora com o título Ruy Guilherme Paranatinga Barata), editada pela Gráfica e Editora Cejup, onde Alfredo Oliveira registra a vida e a obra de Ruy Barata.
- (2000) Antilogia (Publicado em 2000 pela RGB Editora e Secult. É uma coletânea de poemas organizada e revisada pelo próprio Ruy entre janeiro e fevereiro de 1990, pouco antes de sua morte, cuja edição reúne catorze poemas e uma das correspondências que lhe foram enviadas pelo poeta Mário Faustino). Contém os poemas: O Nativo de Câncer; Ode; Auto-Retrato; Poema Didático; Les Événements; Helena; Braços de Seda; ABC de Chico Sena ou A Morte do Caixeiro Viajante; Degrau do Inferno; Breves Considerações sobre o Amanhecer; Canção dos Quarenta Anos; Vinte Sete Anos, Quase Vinte Oito; Poema em Fuga em Ré Menor; Arte Poética; Carta de Mário Faustino a Ruy Barata, em 23 de março de 1962; Carta-poema a Francisco Paulo Mendes.